# Sphinctanthus aurantiacus
Sphinctanthus aurantiacus là một loài thực vật có hoa trong họ Thiến thảo. Loài này được (Standl.) Fagerl. miêu tả khoa học đầu tiên năm 1943.